# Ligne de dissuasion
 (janvier 2018).
Si vous disposez d'ouvrages ou d'articles de référence ou si vous connaissez des sites web de qualité traitant du thème abordé ici, merci de compléter l'article en donnant les références utiles à sa vérifiabilité et en les liant à la section « Notes et références ».
Dans le domaine du marquage routier en France, une ligne de dissuasion est une ligne discontinue blanche dont le rôle est d'informer l'usager « qu'il peut être dangereux de chercher à dépasser un véhicule roulant à 70 ou 80 km/h alors que le dépassement d'un tracteur agricole ou d'un camion très lent, ne demandant que quelques secondes, est sans aucun danger ».

## Descriptif
Les lignes de dissuasion de type T3 sont constituées de marques blanches de longueur 3 mètres et de largeur 2u, espacées de vides de longueur 1,33 m.

Ligne de dissuasion de type T3

## Usage

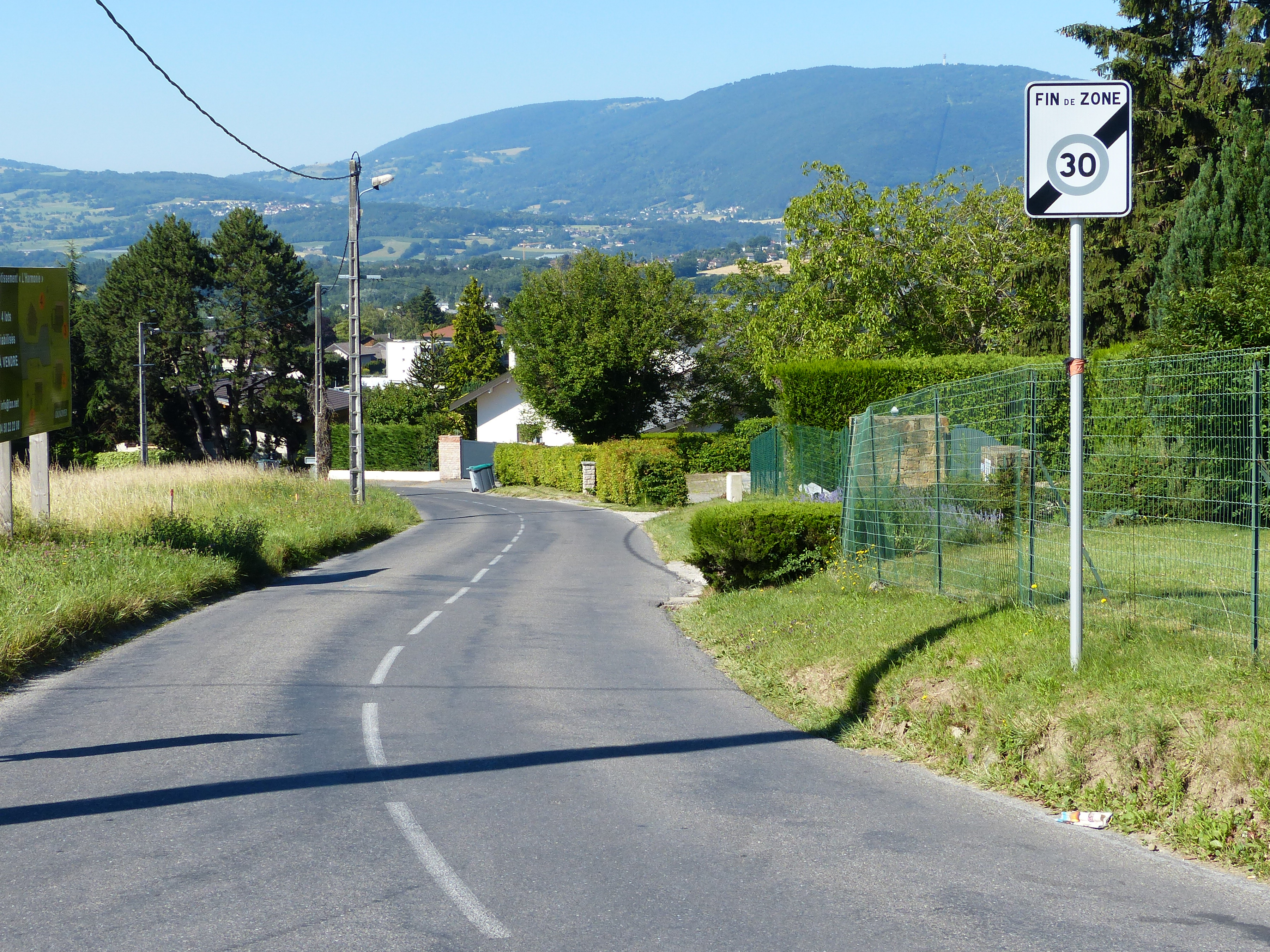
Ligne de dissuation T3 sur une route sinueuse en pente, Cranves-Sales, Haute-Savoie.

Succession de virages sans ligne de dissuasion

Succession de virages avec ligne de dissuasion

L'expérience montre qu'il peut arriver que certains points singuliers se succèdent et soient rapprochés de façon telle qu'on éprouve des difficultés à appliquer les dispositions qui précèdent[Lesquelles ?].
Dans certaines combinaisons de sinuosités ou de déclivités, et lorsque le trafic est particulièrement chargé en véhicules lents ou de façon générale dans les fortes rampes, l'hétérogénéité du trafic peut rendre dangereux de chercher à dépasser un véhicule roulant à 70 ou 80 km/h ; tandis que le dépassement d'un tracteur agricole ou d'un camion très lent, ne demandant que quelques secondes, serait sans aucun danger.
En pareil cas, il peut arriver qu'avec la valeur de distance de visibilité D au V15[Quoi ?] les lignes continues se soudent, ou ne laissent subsister que des intervalles insuffisants pour entreprendre un dépassement (qui serait sans danger dans la majorité des cas), créant ainsi une gêne intolérable si elles devaient régner sur une grande longueur.
Il est alors prescrit, sauf cas exceptionnel, de remplacer la ligne continue et les lignes d'annonce conséquentes par une ligne de dissuasion, codée T3, et ceci si la zone considérée est d'une longueur excessive (supérieure à un kilomètre par exemple dans les cas normaux).
Dans ce cas on ne met pas de  flèches de rabattement, mais plutôt une ligne de dissuasion, codée T3.
On peut réintroduire une ligne continue, précédée de flèches de rabattement, sur un point particulièrement dangereux.

## Aspect réglementaire
Dans tout bon livre d’apprentissage de conduite, généralement dénommé « Code de la Route », on trouve la définition citée en en-tête, car il s’agit bel et bien de l’usage auquel est destinée cette ligne selon l’arrêté cité en référence. Mais le vrai Code de la route ne distingue dans sa partie réglementaire que les lignes continues et discontinues. Il n’est fait aucunement allusion aux lignes de dissuasion.
La ligne de dissuasion étant une ligne discontinue, selon le code de la route, « tout conducteur peut franchir ou chevaucher cette dernière si la ligne discontinue se trouve la plus proche de son véhicule au début de la manœuvre et à condition que cette manœuvre soit terminée avant la fin de la ligne discontinue ».
Ainsi un conducteur qui franchirait une ligne de dissuasion pour doubler un véhicule autre qu’un véhicule lent ne serait pas répréhensible pour non-respect de la signalisation horizontale. Néanmoins, il se mettrait en théorie dans une situation dangereuse, puisque la configuration des lieux est précisément dangereuse. Il pourrait alors être verbalisé pour dépassement dangereux.
L'infraction pouvant être associée à la présence d'une ligne de dissuasion est le dépassement dangereux, telle que définies dans les articles R414-4 et R414-11 du Code de la route. Ces articles indiquent notamment qu'un dépassement ne peut être effectué que si « la vitesse relative des deux véhicules permettra d'effectuer le dépassement dans un temps suffisamment bref » et que « tout dépassement est interdit sur les chaussées à double sens de circulation, lorsque la visibilité vers l'avant n'est pas suffisante, ce qui peut être notamment le cas dans un virage ou au sommet d'une côte ».
La ligne de dissuasion, elle, d'après l'instruction interministérielle sur la signalisation routière, qui est approuvée par des arrêtes ministériels lors de ses modifications, a pour rôle d'avertir le conducteur « dans certaines combinaisons de sinuosités ou de déclivités et lorsque le trafic est particulièrement chargé en véhicules lents ou de façon générale dans les fortes rampes », ce qui fait alors que « l'hétérogénéité du trafic fait qu'il peut être dangereux de chercher à dépasser un véhicule roulant à 70 ou 80 km/h alors que le dépassement d'un tracteur agricole ou d'un camion très lent, ne demandant que quelques secondes, est sans aucun danger ».
Dans le cas où une ligne de dissuasion est franchie pour dépasser un véhicule roulant rapidement, ce sont les critères liés à un dépassement dangereux qui sont évalués.
La partie réglementaire du Code de la route elle-même ne mentionne pas la ligne de dissuasion. Concernant une ligne discontinue, il est dit que « tout conducteur peut franchir ou chevaucher cette dernière si la ligne discontinue se trouve la plus proche de son véhicule au début de la manœuvre et à condition que cette manœuvre soit terminée avant la fin de la ligne discontinue  », le marquage de dissuasion indiquant précisément que la manœuvre présente des risques de ne pas pouvoir être terminée de manière sûre dans certains cas de figure.